# SFX (tijdschrift)
SFX is een Brits tijdschrift op het gebied van sciencefiction en fantasy. Het wordt uitgegeven door Future Publishing en verschijnt elke vier weken. Het bevat artikelen en recensies over nieuwe films, boeken, muziek, strips en naslagwerken gerelateerd aan het sciencefiction- en fantasygenre.

## Trivia
- De tekst "SFX" op de cover werd in het verleden vaak deels afgedekt zodat deze als "SEX" kon worden geïnterpreteerd, volgens de makers van het tijdschrift was dit echter "altijd" louter toevallig.